# 1. SS-Panzer-Division "Leibstandarte SS Adolf Hitler"
La 1. SS-Panzer-Division "Leibstandarte SS Adolf Hitler" (1ª Divisione Panzer SS "Leibstandarte SS Adolf Hitler") fu la più importante divisione delle Waffen-SS nel corso della seconda guerra mondiale, impegnata fin dal 1939 in tutti i fronti nei quali fu dispiegata. Fu creata ufficialmente il 9 novembre 1933 e ebbe un ruolo chiave nell'ascesa al potere del Führer. L'unità assunse diversi ruoli che furono modificati negli anni fino a quando nel 1943 divenne infine una Panzer-Division.
Si distinse per gli innumerevoli crimini di guerra di cui si macchiarono i componenti della divisione, che perpetrarono numerose atrocità già in Polonia e successivamente in Russia come l'uccisione di prigionieri di guerra ed ebrei. La radicalizzazione e la violenza dei suoi membri, soprattutto nella lotta antipartigiana, venne poi "esportata" dai membri di questa unità sul fronte italiano e su quello occidentale, con gli eccidi di Boves e Malmédy.

## I primi anni

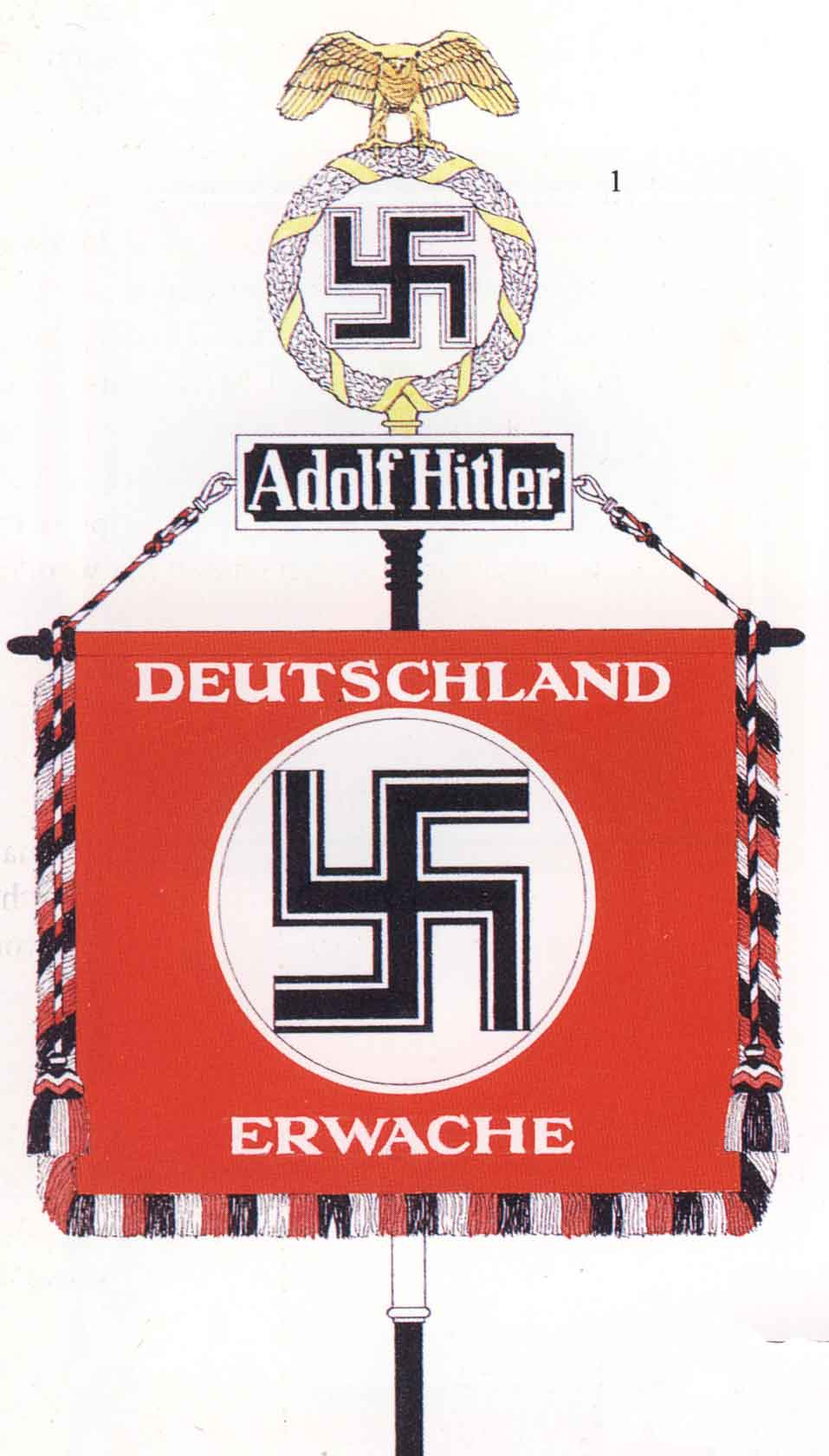
Primo modello dello stendardo della LAH

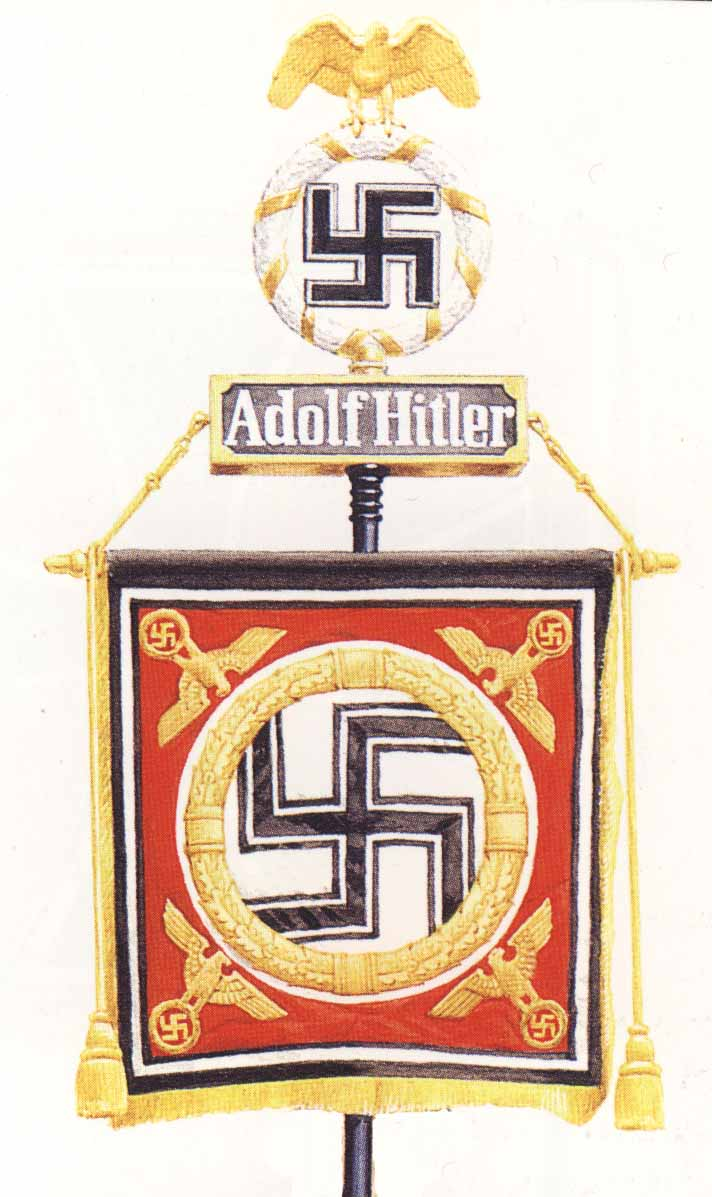
Secondo modello dello stendardo della LAH

Quando, il 30 gennaio 1933, assunse la carica di Cancelliere, Adolf Hitler era consapevole di non poter fare completo affidamento sugli elementi tradizionali della Reichswehr e della polizia per proteggerlo. Di conseguenza, emanò assai presto istruzioni per la formazione di una nuova unità armata delle SS in servizio a tempo pieno, la cui unica funzione doveva essere quella di scortarlo in ogni occasione. L'incarico di formare questa unità fu affidato a "Sepp" Dietrich.

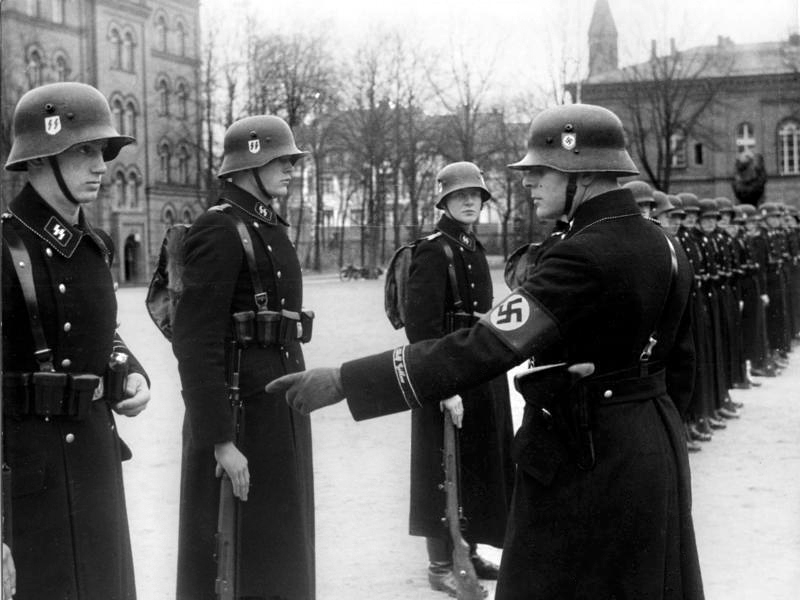
Rassegna da parte dell'ufficiale di servizio

Al 17 marzo 1933 Dietrich aveva selezionato uno per uno 120 fedeli volontari delle SS perché divenissero il nucleo di una nuova guardia, chiamata SS Stabswache Berlin. In maggio la Stabswache venne ampliata e riformata, prendendo il nome di SS Sonderkommando Zossen, con compiti di sorveglianza e di polizia armata. Il mese successivo vennero reclutate tre nuove compagnie, denominate SS Sonderkommando Jüterbog, e in occasione del congresso del Partito nazista del settembre 1933 entrambe le unità vennero fuse in una singola formazione ricevendo la nuova denominazione di Adolf Hitler Standarte. Il 9 novembre, nel decimo anniversario del fallito Putsch di Monaco, la Standarte prestò giuramento di fedeltà al Führer ed ebbe il nuovo nome di Leibstandarte-SS Adolf Hitler o LAH (Guardia del corpo Adolf Hitler).
Il 30 giugno 1934, la Leibstandarte, e l'unità del Landespolizeigruppe "General Göring", presero parte alla prima attività degna di nota partecipando alla eliminazione delle SA nella "Notte dei lunghi coltelli". Il 2 luglio le fucilazioni terminarono, e il primo compito della Leibstandarte ebbe fine: gli ordini di Hitler erano stati eseguiti alla lettera e questo valse un innalzamento di grado a tutti i membri della Leibstandarte che avevano giocato un ruolo attivo nell'affare Röhm.
All'inizio di ottobre del 1934 fu deciso che la Leibstandarte dovesse essere motorizzata: un privilegio raro in un'epoca in cui quasi tutte le divisioni della Reichswehr si spostavano ancora a piedi, con le armi pesanti ippotrainate. All'inizio del 1935 il numero di effettivi della LAH aveva raggiunto i 2.551 uomini, divenendo un vero reggimento, e trasformandosi così in un corpo militare a tutti gli effetti. Il 1º marzo 1935 la 5. Compagnia, comandata dall'SS-Hauptsturmführer Wilhelm Mohnke, invase Saarbrücken per ottenere la restituzione alla Germania della regione della Saar. Tre anni dopo, nel 1938, la Leibstandarte ebbe un ruolo di primo piano nell'annessione dell'Austria: dopo aver occupato Linz, raggiunse Vienna dove prese parte alle celebrazioni della riunione dei due paesi. In ottobre prese parte anche all'occupazione dei Sudeti.

## La Leibstandarte in guerra

### L'invasione della Polonia (1939)
In seguito all'invasione della Polonia, nel settembre 1939, la Leibstandarte fu aggregata alla 17.Infanterie-Division e assegnata all'8ª Armata del generale Johannes Blaskowitz. Venne coinvolta in diversi scontri con la cavalleria polacca: a Pabianice si trovò a combattere con elementi della 28ª Divisione di Fanteria polacca e con la Brigata di Cavalleria Wołyńska. Dopo la guerra, i polacchi accusarono gli uomini delle SS di aver commesso atrocità.
Venne in seguito trasferita nella zona di Varsavia, aggregata alla 4.Panzer-Division del Generaloberst Georg-Hans Reinhardt, ma non partecipò alla capitolazione finale della capitale polacca perché inviata ad est con lo scopo di sostenere un contrattacco tedesco nei pressi del fiume Bzura (battaglia del fiume Bzura).
Al termine della campagna polacca, la Leibstandarte si era dimostrata una forza pronta e combattiva, ma proprio questa temerarietà aveva causato gravi perdite che vennero duramente criticate dall'esercito.

### Il fronte occidentale (1940-1941)
All'inizio del 1940 la LAH venne rinforzata come un reggimento di fanteria completamente motorizzato e dotata di una batteria di Sturmgeschütz. Quando a maggio ebbe inizio la Campagna di Francia, la Leibstandarte non ebbe difficoltà ad attraversare la regione olandese dei Paesi Bassi fino a Rotterdam, congiungendosi con i Fallschirmjäger del Generaloberst Kurt Student della 7. Flieger-Division e della 22. Luftlande-Infanterie-Division.
Nei primi giorni dell'offensiva la Leibstandarte percorse 75 chilometri, assicurandosi, nell'avanzata, il controllo di molti importanti ponti - in particolare, quello vitale sopra il fiume IJssel presso Zutphen - e nei quattro giorni consecutivi, altri 215 chilometri, fino a raggiungere, come detto, Rotterdam. Dopo la capitolazione olandese, il 15 maggio, il reggimento venne posto nella riserva del Gruppo d'armate B.
Dopo il contrattacco della Frankforce britannica contro il fianco destro dell'esercito tedesco, ormai lanciato verso le coste della Manica, ad Arras, la LAH e la SS-Verfügungs-Division vennero spostate nei pressi di Dunkerque per ridurre il perimetro della sacca, e accerchiare le forze del BEF e francesi. Nei pressi di Wormhoudt, i soldati delle SS ignorarono l'ordine di Hitler di sospendere gli attacchi e conquistarono delle postazioni di artiglieria inglese sulle colline di Wattenberg.
Dopo l'attacco i soldati del II.Batallion, sotto il comando dell'SS-Hauptsturmführer Wilhelm Mohnke, furono erroneamente informati che il loro comandante di divisione, Sepp Dietrich, era stato ucciso nel corso dei combattimenti. In quello che è passato alla storia come il massacro di Wormhoudt, circa 80 prigionieri di guerra britannici del 2º Battaglione del Royal Warwickshire Regiment furono uccisi.
Al termine della campagna francese, la LAH rimase in Francia, nei pressi di Metz, per preparare l'imminente invasione dell'Inghilterra, raggiungendo lo status di brigata (6 500 soldati), con l'aggiunta di un battaglione antiaereo e una batteria di StuG.

### L'invasione della Jugoslavia e della Grecia (1941)
Nel febbraio del 1941 la Leibstandarte venne trasferita in Bulgaria per prendere parte all'invasione di Jugoslavia e Grecia. L'invasione lanciata il 6 aprile contro la Jugoslavia, duramente voluta da Hitler per il rifiuto del suo nuovo governo di accettare l'ingresso delle truppe germaniche, si svolse prevalentemente mediante bombardamenti aerei in special modo su Belgrado che fecero enormi distruzioni, migliaia di morti e di feriti. Aggregata alla 9. Panzer-Division, all'interno del XL Panzer Corps del General der Panzertruppen Georg Stumme, una parte della Leibstandarte entrò il 12 aprile nella capitale jugoslava, mentre una seconda parte mosse dalla Bulgaria e, attraversato il confine nei pressi di Bitola, entrò in territorio greco.

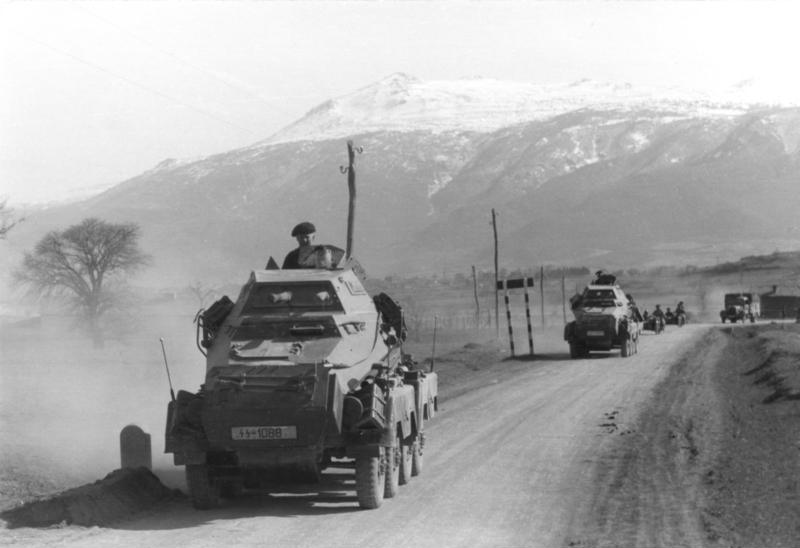
Uno Sd.Kfz. 232 della LAH avanza nei Balcani.

Gli uomini della LAH conquistarono Vevi il 10 aprile. Sotto la guida dell'SS-Sturmbannführer Kurt Meyer, dopo aver subito pesanti perdite al passo di Klivi, il battaglione ricognitori della LAH prese il passo di Klisura, di cruciale importanza strategica facendo circa 11 000 prigionieri tra truppe greche, britanniche e neozelandesi.
Nel contempo gli uomini del I. Batallion sotto il comando dell'SS-Sturmbannführer Fritz Witt furono impegnate per due giorni nella battaglia di Vevi contro le forze del Commonwealth, e grazie all'arrivo della 9. Panzer-Division, comandata dal generale Alfred von Hubicki, riuscirono a sfondare la linea difensiva facendo arretrare le truppe Alleate sulla linea precedentemente raggiunta dal grosso del contingente comandato del generale Wilson. L'occupazione della città di Vevi consentì ai tedeschi di conseguire l'obiettivo di isolare le due armate greche impegnate contro gli Italiani. Il 20 aprile il generale Tsolakoglou si arrese a "Sepp" Dietrich.
Il 26 aprile i soldati delle SS raggiunsero il Golfo di Patrasso, e l'Oberkommando der Wehrmacht, allo scopo di tagliare la ritirata del contingente Alleato, predispose velocemente un piano per bloccare il canale di Corinto ed intrappolare le unità che dovevano ancora attraversare il ponte: molti dei soldati Alleati che lo avevano già attraversato e che non riuscirono a fare in tempo ad imbarcarsi furono fatti prigionieri dai reparti della Leibstandarte che stavano velocemente occupando tutto il Peloponneso.
Alla parata di Atene per celebrare la vittoria, gli uomini della LAH occuparono un posto d'onore a riconoscimento del ruolo rivestito nell'operazione.

### Le campagne sul Fronte orientale (1941-1943)

#### Operazione Barbarossa (1941-1942)

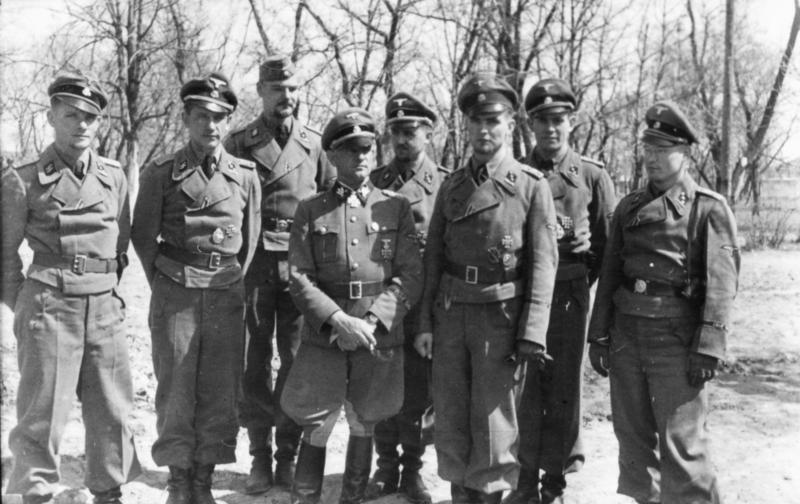
Sepp Dietrich in una cerimonia per l'attribuzione di varie onorificenze, con altri uomini della LSSAH. Tra essi si riconoscono Heinz von Westernhagen, Emil Wiesemann, Max Wünsche e Karl Rettlinger.

Raggiunto il rango di divisione, e rinforzata con nuovi mezzi e uomini, la LAH venne trasferita dapprima nel Protettorato di Boemia e Moravia e, poi in Polonia, aggregata al Gruppo d'armate Sud di Gerd von Rundstedt nell'imminente Operazione Barbarossa. Inizialmente parte della riserva del XIV. Panzerkorps della 1. Panzerarmee del Generalfeldmarschall Ewald von Kleist, l'unità a luglio venne trasferita al III. Panzerkorps, e ad agosto al XLVIII Panzerkorps. Durante quel periodo la divisione partecipò alla chiusura della sacca di Uman' e alla sua liquidazione dal 16 luglio al 6 agosto. Terminati gli scontri a Uman' la divisione (sempre come parte del 1. Panzergruppe) venne convogliata da Hitler nella grande manovra di accerchiamento su Kiev assieme al 2. Panzergruppe di Guderian, distaccato momentaneamente dal Gruppo d'Armate Centro. La sacca venne chiusa il 15 settembre e Kiev cadde il 26, consegnando ai tedeschi 665 000 prigionieri.
All'inizio di settembre la LAH venne trasferita alla 11. Armee sotto Eugen Ritter von Schobert, che aveva il compito di invadere e occupare la penisola di Crimea, di fondamentale importanza visto che da essa i bombardieri sovietici potevano raggiungere gli strategici campi petroliferi di Ploiești in Romania; le forze tedesche iniziarono a muoversi da una testa di ponte stabilita oltre il Dnepr presso Berislav puntando sull'istmo di Perekop, partecipando poi alla battaglia del Mar d'Azov (26 settembre - 7 ottobre 1941), e ad occupare Rostov sul Don il 21 novembre. Tuttavia le linee di approvvigionamento erano troppe lunghe e questo rendeva i fianchi delle forze tedesche esposte ad una forte pressione da parte dei russi. Il 27 novembre la 37. Armata Sovietica, comandata da Anton Lopatin iniziò a contrattaccare la testa di ponte costituita dalle forze tedesche, riuscendo a respingerli fuori dalla città.

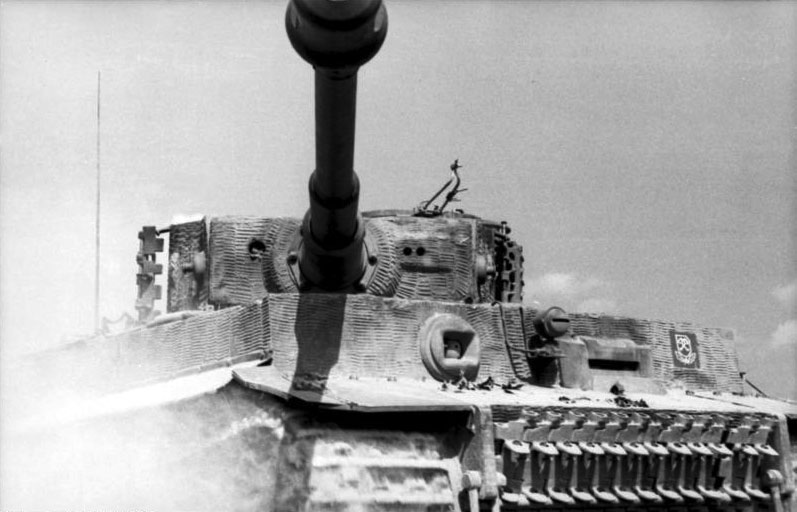
Tiger appartenente alla SS-Panzer-Division Leibstandarte

Dopo aver superato il terribile inverno russo, la divisione venne inizialmente inclusa nel piano di battaglia dell'Operazione Blu, la grande offensiva estiva del 1942 sul fronte orientale; ma a maggio la Leibstandarte venne ritirata dal fronte e trasferita in Francia per essere riorganizzata e trasformata in divisione Panzergrenadier, sebbene l'equipaggiamento fosse uguale, se non addirittura superiore a quello di vere e proprie divisioni corazzate dell'esercito. Fu inoltre tra le prime divisioni a ricevere 9 carri Tiger. Sempre in Francia prese parte, in novembre all'occupazione della Francia di Vichy e alla presa di Tolone.

#### Char'kov (1943)
Nel gennaio 1943 fece ritorno sul fronte orientale dove era in corso la fase culminante della battaglia di Stalingrado; era inizialmente previsto che la divisione partecipasse insieme alle altre due divisioni scelte Waffen-SS Das Reich e Totenkopf ad un nuovo tentativo di controffensiva per sbloccare in extremis la 6. Armee accerchiata a Stalingrado. La cosiddetta "operazione Dietrich" non divenne mai realtà: la situazione strategica dell'esercito tedesco era molto critica e non c'era più alcuna speranza di salvare le truppe a Stalingrado; la Leibstandarte invece dovette subito impegnarsi in un duro compito difensivo per frenare l'avanzata dell'Armata Rossa verso il Donec e Char'kov. Dal 2 febbraio l'Armata Rossa sferrò l'operazione Stella e attaccò da tre direzioni la grande città ucraina difesa dalla Leibstandarte e dalla Das Reich; le truppe Waffen-SS - dopo duri combattimenti contro le formazioni corazzate del generale Pavel Rybalko - dovettero ripiegare verso ovest per evitare il rischio di essere a loro volta accerchiate. Char'kov venne liberata dai sovietici il 15 febbraio 1943.
In quest'arco temporale reparti della divisione si resero responsabili di uccisioni di massa di civili e distruzione di interi villaggi a fini ritorsivi (p.e. Yefremovka e Semyonovka il 17 febbraio 1943).
Dal 5 marzo la Leibstandarte partecipò con successo alla riconquista di Char'kov e alla difesa della linea sul fiume Donec. Inquadrata all'interno dell'SS-Panzerkorps del SS-Obergruppenführer und General der Waffen-SS Paul Hausser - con le divisioni Das Reich e Totenkopf - la divisione rimase inizialmente in riserva, ma ben presto venne impiegata con le altre divisioni delle Waffen-SS che manovrarono rapidamente (contando su una schiacciante superiorità di mezzi) per aggirare Char'kov da nord e accerchiare dentro la città i resti della 3.Armata corazzata: mentre la Das Reich avanzava lungo la strada maestra da sud, la Leibstandarte e la Totenkopf proseguirono a nord per poi piegare nuovamente a sud-est per raggiungere il Donec e isolare completamente la città.

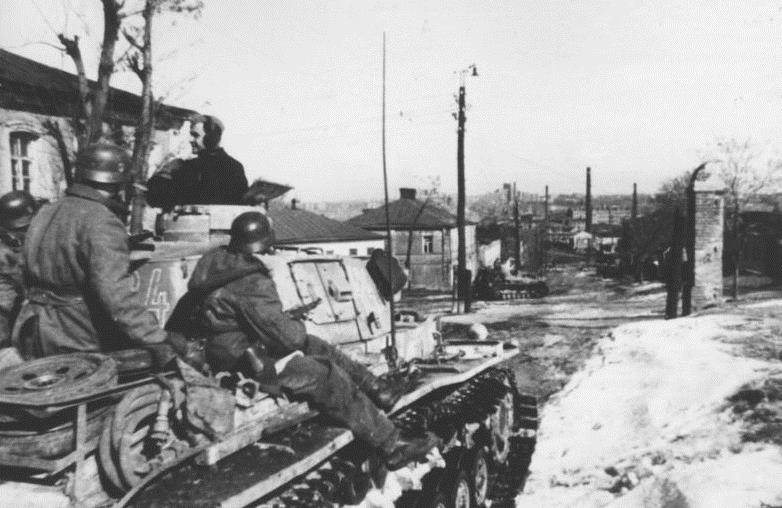
I panzer delle Waffen-SS entrano a Char'kov.

Il 10 marzo 1943 iniziava la battaglia per la conquista della città ucraina; la Totenkopf il 13 marzo raggiungeva Čuhuïv sul Donec, respingendo il 1º Corpo di cavalleria della Guardia e completando la manovra di accerchiamento; la Leibstandarte marciò su Różan, mentre la Das Reich entrava nell'abitato da sud, impegnando in duri combattimenti stradali le cospicue forze della 3.Armata corazzata (rinforzate con alcune brigate di riserva) rimaste bloccate dentro l'agglomerato urbano e decise a battersi fino all'ultimo.
Alla Leibstandarte toccò il compito di conquistare concretamente Char'kov combattendo strada per strada contro le truppe sovietiche, asserragliate dentro il nucleo cittadino. Furono tre giorni di furiosi combattimenti urbani che costarono gravi perdite alle due parti e che terminarono il 15 marzo 1943 con la definitiva vittoria delle Waffen-SS; le forze russe rimaste bloccate vennero distrutte, solo alcuni gruppi residui della 3.Armata corazzata, guidate dal generale Rybalko, riuscirono, nei giorni successivi, a sfuggire a est del Donec.
Le Waffen-SS si erano prese la loro sanguinosa rivincita (pagata a caro prezzo: il Panzerkorps-SS subì quasi 12 000 perdite tra morti e feriti durante la controffensiva). dopo la umiliante ritirata da quella stessa città in febbraio. La propaganda nazista avrebbe naturalmente esaltato la vittoria delle truppe scelte del Terzo Reich, magnificando l'indiscutibile valore dei comandanti e delle truppe e proclamando la ritrovata invincibilità della Germania (dopo le catastrofi invernali). La gigantesca Piazza principale di Char'kov sarebbe stata ufficiosamente ribattezzata Leibstandartenplatz.

#### Kursk (1943)

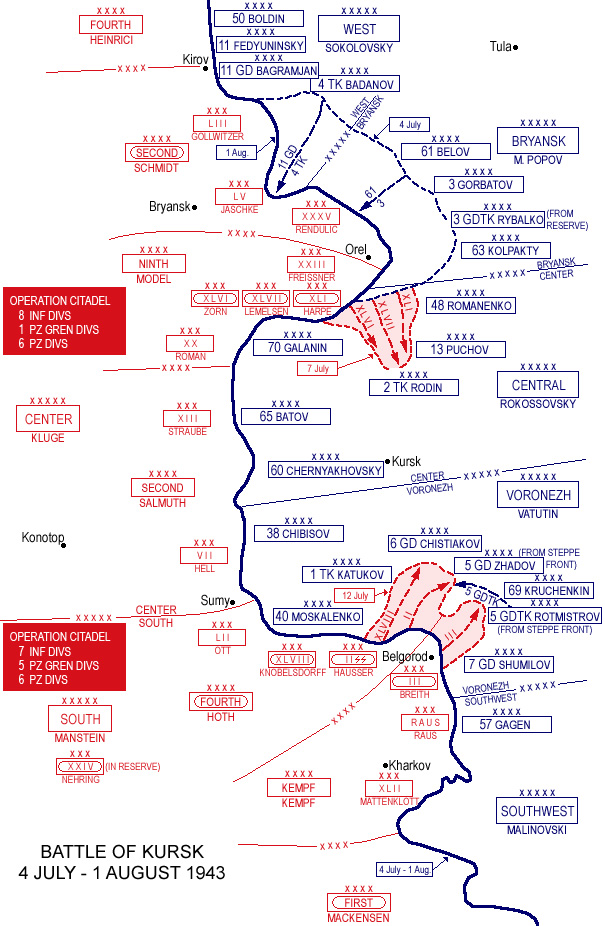
Mappa della battaglia di Kursk.

Con il mantenimento della città di Orël a nord e la riconquista di Char'kov e di Belgorod a sud, avevano determinato la formazione di un ampio saliente, esteso per circa 180 chilometri e profondo circa 100, nella zona circostante la città di Kursk, e tale saliente si collocava tra l'Heeresgruppe Mitte, comandato dal feldmaresciallo Günther von Kluge, e l'Heeresgruppe Süd, comandato dal feldmaresciallo Erich von Manstein; ai due vertici del saliente si trovavano la città di Orël a nord e la città di Char'kov a sud, distanti rispettivamente 130 e 200 chilometri da Kursk.
La Leibstandarte poteva contare su 12 Tiger I, 72 Panzer IV, 16 Panzer III e Panzer II, e su 31 StuG III, e venne posta all'interno del II SS-Panzerkorps, comandato dal SS-Obergruppenführer Paul Hausser, sempre insieme alla Das Reich, comandata dal SS-Obergruppenführer Walter Krüger, e la Totenkopf, comandata dal SS-Gruppenführer Max Simon, come parte della 4. Panzerarmee del Generaloberst Hermann Hoth, partendo da Belgorod avrebbe avanzato verso nord. Secondo i piani tedeschi entrambe le forze dovevano puntare su Kursk per ricongiungersi dopo pochi giorni alle spalle delle forze sovietiche nel frattempo rimaste intrappolate; le forze di terra sarebbero inoltre state appoggiate dall'aria, con l'utilizzo di circa 1 800 aerei.
Poco prima dell'inizio della battaglia, l'SS-Brigadeführer Theodor Wisch assunse il comando della divisione, in sostituzione di Sepp Dietrich che era stato nominato comandante del I SS-Panzerkorps.
Il 5 luglio il II SS-Panzerkorps, con le altre forze tedesche, iniziò ad avanzare preceduto dall'azione di alcuni reparti dotati di lanciafiamme, incaricati di neutralizzare gli avamposti sovietici, nonostante lo sbarramento e la profondità dei campi minati, riuscì a raggiungere e a superare Beresov, mentre il III Armeekorps, la punta avanzata del distaccamento d'armata Kempf, riuscì, a dispetto di forti perdite subite ad opera della 7ª Armata della Guardia, comandata dal generale Michail Šumilov, a raggiungere il Donec e a stabilirvi una piccola testa di ponte, ma lo sfondamento della linea Belgorod-Kursk non venne realizzato; il primo giorno dell'offensiva si chiuse con la conquista di Korovino e un progresso di soli 10 chilometri, con la perdita di 10 000 morti e 350 carri armati distrutti.
Il giorno successivo il II SS-Panzerkorps respinse un contrattacco sferrato dalla 1ª Armata corazzata sovietica, comandata dal generale Michail Efimovič Katukov, e grazie all'azione delle punte avanzate del II SS-Panzerkorps, coadiuvato dall'azione dei bombardieri in picchiata, riuscì a sfondare il fronte tenuto dalla 6ª Armata della Guardia, comandata dal generale Ivan Čistjakov, avanzando di circa 30 chilometri in direzione di Prochorovka, mentre, sul fianco destro della 4ª Armata corazzata tedesca, il distaccamento Kempf si mosse dalla testa di ponte sul Donec verso nord, puntando verso Ržavec'.
Il 7 luglio le SS di Hausser vennero a contatto con le forze corazzate sovietiche, le quali erano appoggiate anche da treni blindati e integrate dall'azione degli aerei da attacco al suolo Šturmovik, e, pur non riuscendo a realizzare una significativa avanzata verso nord est, ottennero comunque il previsto risultato di impedire un eventuale contrattacco sovietico sul fianco del XLVIII Armeekorps che proseguiva verso nord, destando la preoccupazione sia di Vatutin, che diramò un ordine perentorio nel quale si disponeva che i tedeschi in nessun caso avrebbero dovuto superare Obojan', che del membro del Consiglio Militare Rivoluzionario Nikita Sergeevič Chruščёv, il quale, allarmato per la situazione che si stava creando, sostenne "o resistiamo o i tedeschi prenderanno Kursk".

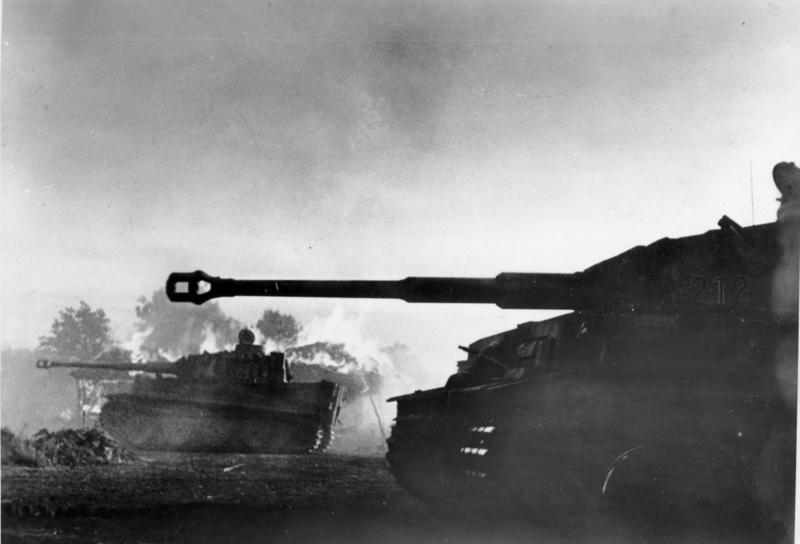
Un Tiger in azione durante le prime fasi della battaglia.

Nei tre giorni successivi le unità del II SS-Panzerkorps riuscirono a fare arretrare il fronte sovietico, tenuto dalla 1ª Armata corazzata e dalla 5ª e 6ª Armata della Guardia, nonostante, già dal giorno 8, il comando tedesco avesse ricevuto rapporti di grandi concentrazioni di mezzi corazzati a nord e a nord est. Il 9 luglio, a dispetto della minaccia che si stava venendo a creare, il comando della 4ª Armata corazzata dette ordine al II SS-Panzerkorps di dirigersi a nord est di Beregovoj e di raggiungere la sponda orientale del fiume Salotinka: la divisione Das Reich, una volta conquistata la posizione, si sarebbe posta in assetto difensivo mentre la Leibstandarte e la Totenkopf dovevano puntare verso Prochorovka e il fiume Psel.
Il mattino del 12 luglio le unità corazzate tedesche ripresero l'avanzata verso Prochorovka, ma, inaspettatamente, si trovarono di fronte la 5ª Armata corazzata della Guardia e, mentre nei cieli si svolgeva la battaglia per il controllo dell'aria, la battaglia di terra si svolse senza uno schema tattico preciso: le due masse di mezzi corazzati si confusero tra loro, ingaggiando uno scontro che sarebbe durato più di otto ore; il generale Rotmistrov ordinò ai suoi reparti di avvicinarsi quanto più era possibile ai carri pesanti tedeschi, in modo che i T-34 potessero annullare il vantaggio che il cannone da 88mm conferiva ai Tiger nei combattimenti a distanza e al termine della battaglia entrambe le parti avevano patito la perdita di circa 300 carri armati.
Mentre si stava svolgendo lo scontro tra le unità corazzate il distaccamento Kempf, il quale disponeva di 300 tra carri armati e cannoni d'assalto, si stava muovendo verso Prochorovka, trovandosi ad una distanza di soli 20 chilometri, ma, contemporaneamente, era giunta la notizia del contrattacco sovietico nel settore di Orël e il 13 luglio Hitler convocò Manstein e von Kluge per ordinare loro di sospendere l'Unternehmen Zitadelle a causa della necessità di trasferire truppe in Italia e nei Balcani, per fronteggiare la crisi generata dallo sbarco degli Alleati in Sicilia e dalla caduta di Mussolini.

### In Italia (1943)

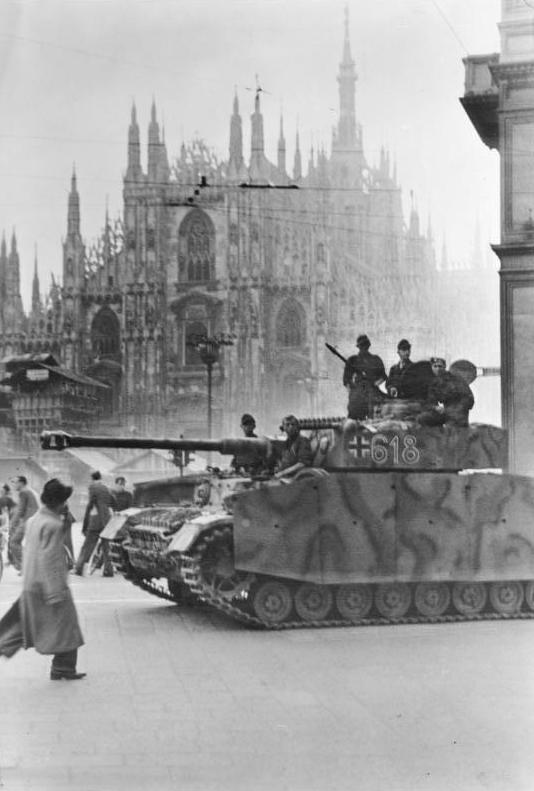
Un carro armato Panzer IV della SS-Panzer-Division Leibstandarte sorveglia Piazza del Duomo a Milano, subito dopo l'armistizio proclamato dal re d'Italia l'8 settembre 1943

In Italia, dopo un riequipaggiamento con poco avanzati mezzi corazzati (il vulnerabile cacciacarri Marder a cielo aperto) e un iniziale dispiegamento nell'area Trento-Verona, l'SS-Brigadeführer Theodor Wisch pose il comando generale a Salsomaggiore. Divulgata via radio la notizia dell'armistizio fra Regno d'Italia e Alleati, dopo la mezzanotte dell'8 settembre il I battaglione del 1. reggimento Grenadier, un gruppo del reggimento corazzato e un reparto del battaglione cacciacarri mossero all'occupazione di Parma partendo dagli acquartieramenti di Felino e della Val Taro. Dopo cruenti combattimenti durati quasi otto ore in numerosi punti della città, la Leibstandarte ebbe ragione della resistenza dei militari italiani.
Sempre alle prime ore del 9 settembre trecento effettivi del 1. reggimento Grenadier, del battaglione cacciacarri e del reggimento d'artiglieria furono incaricati di occupare Cremona, riuscendovi dopo ripetuti sanguinosi scontri a fuoco tutto attorno alla città e infine nel suo centro antico con reparti italiani di varie armi (che causarono 31 morti tra militari e civili, e 7 tra le SS), e la conseguente resa del comando di presidio tenuto dal generale Domenico Florio. Analogo successo ottenne nella missione di occupare Reggio Emilia (dove parte della divisione si era acquartierata all'inizio di agosto) con la perdita di cinque militari italiani. Nel pomeriggio del medesimo giorno un altro suo contingente completò la conquista di Piacenza, condotta fino ad allora con duri combattimenti da unità della Wehrmacht; nel frattempo altre sue unità da Modena si diressero verso Vicenza, dove assaltarono caserme, presidi e aeroporto e li costrinsero alla resa.
A Milano il comandante della piazza, generale Vittorio Ruggero, tergiversò per 48 ore prima di concludere un accordo: l'alto ufficiale italiano il 10 settembre sciolse quasi senza combattere la divisione Cosseria, mentre già il giorno dopo i reparti della Leibstandarte ruppero l'accordo, occuparono Milano, e arrestarono il generale Ruggero che fu deportato in Germania insieme ai suoi soldati. Dopo una breve resistenza anche la guarnigione di Verona e il suo comandante, generale Guglielmo Orengo, furono disarmati e deportati dalle forze tedesche.
Contemporaneamente il III battaglione del 2. reggimento Grenadier, al comando del maggiore Joachim Peiper, mosse lungo il tratto settentrionale della via Emilia, entrò nell'Oltrepò pavese occupando Voghera e si posizionò in Piemonte. Qui il 19 dello stesso mese, a Boves (Cuneo), operò la prima rappresaglia anti-partigiana in Italia, facendo 24 vittime civili e dando alle fiamme 350 case. Fra il 14 e il 24 settembre il I battaglione dello stesso reggimento, comandato pro tempore dal capitano Hans Roehwer, installatosi in località della sponda piemontese del Lago Maggiore tra cui Meina e Baveno, attuò il primo eccidio di ebrei in Italia, in cui furono brutalmente assassinati più di cinquanta civili inermi, fra cui molti anziani, donne e bambini. L'11 ottobre a Verbania-Intra un reparto dello stesso battaglione, al comando del tenente austriaco Gottfried Meir assassinò tutti i membri della famiglia del banchiere ebreo Ettore Ovazza dopo averli catturati a Gressoney-Saint-Jean. Tra il settembre e l'ottobre del 1943 la divisione fu inoltre impegnata in Istria in operazioni anti-partigiane.
Almeno 300 militari italiani, di cui molti provenienti da Reggio Emilia, Parma e Piacenza, vennero arruolati subito dopo l'8 settembre nella 1ª divisione SS. I comandanti tedeschi gradirono molto la presenza degli italiani nella loro formazione, alfine di utilizzarli come autisti e meccanici per la manutenzione e l'utilizzo dei tanti automezzi di origine italiana sequestrati. Questi italiani seguirono la Leibstandarte in Ucraina, nel novembre 1943, partecipando ai duri combattimenti contro le formazioni sovietiche. Nel marzo del 1944 una cinquantina di superstiti accettarono di rientrare in Italia per essere aggregati alla Legione SS italiana. Un'altra cinquantina di italiani della LAH, vennero assegnati nella primavera del '44 alla 12ª divisione HitlerJugend, finendo a combattere in Normandia. Una decina di superstiti della HJ fecero ritorno in Italia solo nel gennaio del '45.

### Di nuovo sul fronte orientale (1943-1944)
Riequipaggiata e riorganizzata a Milano il 22 ottobre 1943 in una vera e propria divisione corazzata, ridenominata 1. SS Panzer Division "Leibstandarte SS Adolf Hitler", venne trasferita nuovamente sul Fronte orientale, nell'area di Žytomyr. nel novembre 1943, per prendere parte alla controffensiva tedesca.
Inquadrata all'interno del XXXXVIII. Panzerkorps della 4. Panzerarmee, la divisione marciò lungo il corso del fiume Teteriv e fece buoni progressi nonostante la crescente resistenza sovietica della 38ª Armata e della 1ª Armata della Guardia; dopo il 10 dicembre l'avanzata tedesca divenne più difficile e solo il 16 dicembre il General der Panzertruppe Balck, comandante del XXXXVIII. Panzerkorps riuscì a conquistare Radomyšl. A questo punto il Feldmarschall von Manstein tentò di organizzare una vasta manovra aggirante facendo risalire una parte del 48º Panzerkorps verso nord per puntare da settentrione su Čepoviči e Malin ed accerchiare la 60ª Armata sovietica che fronteggiava il 59º Corpo d'armata. La 1. Panzer-Division e la Leibstandarte marciarono a nord seguiti dalla 7. Panzer-Division, ma in pochi giorni la manovra si concluse con un fallimento: l'avanzata si sviluppò lentamente per il forte contrasto nemico, Čepoviči e Malyn non vennero conquistate e le divisioni corazzate, ormai indebolite dopo un oltre un mese di scontri, si trovarono di fronte ad una serie di formazioni sovietiche di riserva, tra cui il 25º Corpo carri, in fase di raggruppamento per sferrare la nuova offensiva prevista da Žukov e Vatutin.
Il 21 dicembre il feldmaresciallo von Manstein di fronte al potente concentramento avversario, sospese la sua controffensiva ed ordinò di passare sulla difensiva, mentre più a sud il generale Vatutin stava completando il suo schieramento e già il 24 dicembre avrebbe sferrato la sua offensiva generale in direzione di Brusilov, Kozjatin e Žytomyr.
La divisione venne quindi suddivisa in una serie di Kampfgruppe, per meglio operare, e combatté successivamente nelle zone di Kiev e Krasnopol, venendo poi trasferita a gennaio 1944 nell'area di Čerkasy, parte del III. Panzerkorps della 1. Panzerarmee.
Quando circa 56 000 uomini del Gruppe Stemmermann si trovarano intrappolati nella sacca di Korsun', come tutto il III. Panzerkorps, insieme ai resti del XXXXVII. Panzerkorps, vennero inviati nell'area per evitare una nuova Stalingrado. L'arrivo del grosso della Leibstandarte  e dei primi reparti della 1. Panzer-Division permise al III. Panzerkorps di riprendere l'avanzata e l'8 febbraio il Kampfgruppeo Bäke ed elementi della 16. Panzer-Division e della Leibstandarte raggiunsero il fiume Gnylyj-Tikyč che doveva essere superato per raggiungere la sacca, distante circa 30 chilometri. La colonna corazzata venne nuovamente fermata, nonostante ripetuti tentativi, sulle sponde del fiume dalla crescente resistenza sovietica.
Alla fine di queste operazioni, nel marzo 1944, la divisione vebbe trasferita dal fronte orientale per essere inviata in Belgio, dove venne nuovamente riorganizzata.

### Il fronte occidentale (1944)

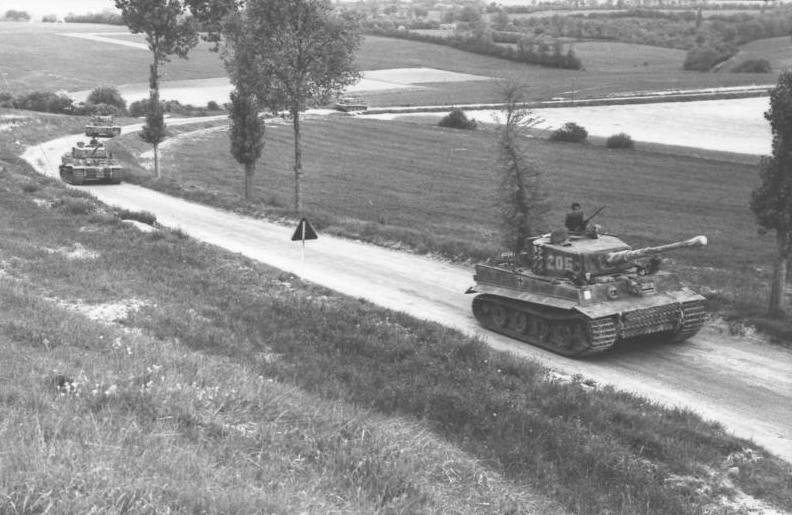
Colonna di panzer Tiger, appartenenti alla Leibstandarte, nella primavera del 1944 in Normandia

Inquadrata all'interno del I SS-Panzerkorps, composto, oltre che dalla Leibstandarte, dalla Hitlerjugend, dalla Götz von Berlichingen, dalla Panzer-Lehr-Division e dallo schwere SS-Panzerabteilung 101, la divisione venne dislocata a nord della Senna, in vista dell'invasione Alleata ritenuta più probabile nella zona del Passo di Calais; dopo lo sbarco in Normandia del 6 giugno 1944 i primi reparti della divisione raggiunsero la zona del fronte solamente tra il 7-8 giugno, e l'intera divisione una settimana dopo.

#### Lo sbarco in Normandia, e la ritirata verso la Germania
Pur non riuscendo a respingere gli Alleati fino alla Manica il I SS-Panzerkorps formò un forte dispositivo difensivo intorno a Caen, con gli uomini delle SS impegnati nella difesa del villaggio di Carpiquet, e del suo aeroporto, che erano uno degli obiettivi Alleati con l'Operazione Windsor, fermando l'avanzata della 7ª divisione corazzata britannica, comandata dal generale George Erskine, nella battaglia di Villers-Bocage, dove l'SS-Hauptsturmführer Michael Wittmann distrusse con il suo panzer Tiger 21 carri armati più altri 28 veicoli corazzati, e riuscendo a tenere Caen per più di un mese, continuando a mantenere intatta la linea del fronte fino ai primi giorni di agosto, nonostante l'avanzata della 1ª armata americana, comandata dal generale Omar Bradley, nel settore ovest della Normandia.
Il completo successo dell'Operazione Cobra aveva permesso agli Alleati di sfondare le fragili linee difensive tedesche e di allargare la testa di ponte in Normandia. Alla fine di luglio del 1944, la I Armata americana aveva liberato Avranches, conquistando una posizione assai utile a minacciare il fianco sinistro del dispositivo di difesa tedesco.
Proprio dal corridoio attorno ad Avranches, nei primi giorni di agosto, entrò in azione la III Armata americana del generale George Patton; la linea meridionale del fronte tedesco collassò sotto i colpi degli attaccanti: in pochi giorni, le truppe di Patton si aprirono la strada verso sud-est. Il Comandante del XII Gruppo d'armate alleato (generale Omar Bradley) ordinò a Patton di sfruttare il successo spingendosi così con rapidità attraverso le linee tedesche: in pochi giorni la III Armata avanzò per più di 121 km arrivando a conquistare il 7 agosto i porti di Brest e Lorient, nonché la città di Le Mans.
Il 2 agosto Hitler ordinò al feldmaresciallo von Kluge di predisporre un immediato contrattacco tra Mortain e Avranches con l'impiego di tutte le Panzer-Division disponibili. Il peso principale dell'attacco sarebbe stato sulle spalle del XLVII Panzer Korps, al comando del generale Hans Freiherr von Funck; delle otto divisioni programmate da Hitler per l'attacco, solo quattro erano effettivamente utilizzabili in battaglia e di queste solo una era a ranghi completi. Le unità che avrebbero preso parte alla battaglia erano la 2. Panzer-Division, la 116. Panzer-Division, e due delle migliori divisioni corazzate delle Waffen-SS (la Das Reich e appunto la Leibstandarte). A supporto delle unità corazzate avrebbero operato due divisioni di fanteria e cinque Kampfgruppe, formati da reduci della Panzer-Lehr-Division. Le divisioni corazzate in realtà erano gravemente indebolite, con gli equipaggi esausti e pochissimi carri armati disponibili; la Leibstandarte aveva ancora 30 mezzi corazzati, la 116. Panzer-Division solo 15 e la 2. Panzer-Division altri 25-30. L'attacco tedesco si sarebbe dovuto sviluppare inizialmente con una manovra a tenaglia attorno alla città di Mortain, con le divisioni corazzate delle SS che avrebbero dovuto muovere da sud, mentre la 2. Panzer-Division e la 116. Panzer-Division avrebbero attaccato da nord.

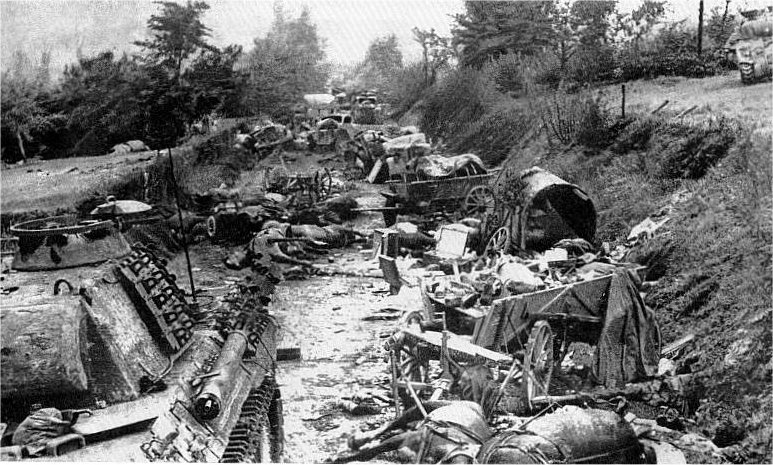
Colonna tedesca distrutta durante la fuga dalla sacca di Falaise.

Nonostante i successi iniziali, però, i tedeschi non riuscirono a sfondare la linea difensiva riorganizzata dagli americani a est della città e ad occupare le cruciali alture attorno a Mortain: alcune unità della 30ª Divisione americana, infatti, riuscirono a prendere possesso di queste posizioni, occupando così una posizione tatticamente dominante sul campo di battaglia. Quando le nebbie del mattino si furono diradate, le forze aeree alleate poterono riprendere il volo a supporto delle operazioni difensive. In breve tempo, gli aerei americani e britannici conquistarono una schiacciante superiorità aerea, grazie alla quale iniziarono a colpire le unità corazzate tedesche impegnate in battaglia. Le divisioni tedesche subirono gravi perdite a causa delle sortite dell'aviazione alleata, riducendo così in modo significativo il loro potenziale offensivo.
La situazione in cui vennero a trovarsi le forze tedesche dopo il fallimento dell'operazione Lüttich rappresentò la premessa per la successiva disfatta della Wehrmacht nella Sacca di Falaise: difatti, mentre l'esercito tedesco si ostinava ad attaccare il fianco sinistro della testa di ponte, il resto delle unità alleate manovrava senza interruzioni da nord e da sud-ovest per circondare la VII Armata e la V Armata corazzata, che ancora cercavano di tenere le loro posizioni in Normandia.
La situazione dei tedeschi nella sacca era drammatica; il 18 agosto, i resti di quindici divisioni con oltre 100 000 soldati erano ammassati in uno spazio di trenta chilometri di larghezza e diciotto di lunghezza sotto la crescente pressione alleata lungo tutti i lati del perimetro. Si profilava il rischio di una resa generale e di una "Stalingrado in Normandia". La ritirata divenne una lotta disperata contro quella che venne chiamata dai tedeschi "la strada della morte" ("Todesgang") tra i villaggi di Chambois, Saint-Lambert, Trun e Tournai-sur-Dive. Il 21 agosto, alle restanti truppe tedesche venne ordinato di arrendersi. La gran parte della Leibstandarte riuscì a fuggire dalla sacca il giorno seguente, lasciando però dietro di loro tutti i carri armati e tutta l'artiglieria. Durante i combattimenti in Normandia la divisione aveva perso 5 000 uomini.
Il 24 agosto 1944 i soldati americani della 4ª Divisione fanteria e le truppe francesi della 2ª Divisione blindata raggiunsero la capitale francese, Parigi, concludendo vittoriosamente la campagna di Normandia.

#### L'Offensiva delle Ardenne
Dopo la liberazione di Parigi da parte delle forze della Francia Libera nel tardo luglio 1944, gli Alleati fermarono l'avanzata per raggrupparsi e riorganizzarsi prima di avanzare verso il Reno. La pausa permise anche alla Germania di rinforzare le proprie difese e di attestarsi lungo la Linea Sigfrido, e, date le forti perdite umane subite, circa 20 000 unità della Luftwaffe vennero spostati nell'esercito; le truppe incapaci di continuare a combattere furono ritirate dal fronte e vennero create nuove unità Volkssturm addestrando dei civili. Nel contempo lo stato maggiore tedesco si erano preparato a lanciare un massiccio contrattacco ad ovest: il piano, chiamato Wacht am Rhein ("Guardia sul Reno"), prevedeva un attacco attraverso le Ardenne, squarciando a metà lo schieramento Alleato, per poi raggiungere in pochissimi giorni la Mosa, attraversarla, e quindi progredire rapidamente verso nord per raggiungere e conquistare il fondamentale porto di Anversa, centro logistico principale per l'afflusso dei rinforzi e dei mezzi e materiali Alleati.. Esso iniziò il 16 dicembre in quella che divenne nota come offensiva delle Ardenne.
Per l'offensiva il comando tedesco del gruppo d'armate B del feldmaresciallo Model concentrò tre armate: la 6. Panzerarmee del generale Sepp Dietrich avrebbe svolto il compito principale avanzando nella valle dell'Ambleve in direzione di Liegi e poi di Anversa, con una massa (circa 640 mezzi corazzati), di quattro divisioni corazzate delle Waffen-SS, tra cui appunto anche la Leibstandarte, la 5. Panzerarmee del generale Manteuffel avrebbe protetto, con tre divisioni corazzate dell'esercito, il fianco sinistro di Dietrich, marciando verso Bastogne e la Mosa di Dinant per poi procedere verso Bruxelles; la 7ª armata del generale Erich Brandenberger, con tre divisioni di fanteria ed una divisione paracadutisti, avrebbe attaccato ancora più a sud per sostenere il fianco sinistro di Manteuffel e bloccare eventuali controffensive statunitensi da sud.
Il 15 gennaio il comando tedesco decise di ritirare dalla prima linea tutte e quattro le divisioni corazzate delle Waffen-SS, ormai molto indebolite dopo i ripetuti fallimenti, per riorganizzarle in vista di un trasferimento all'est.

### In Ungheria (1945)

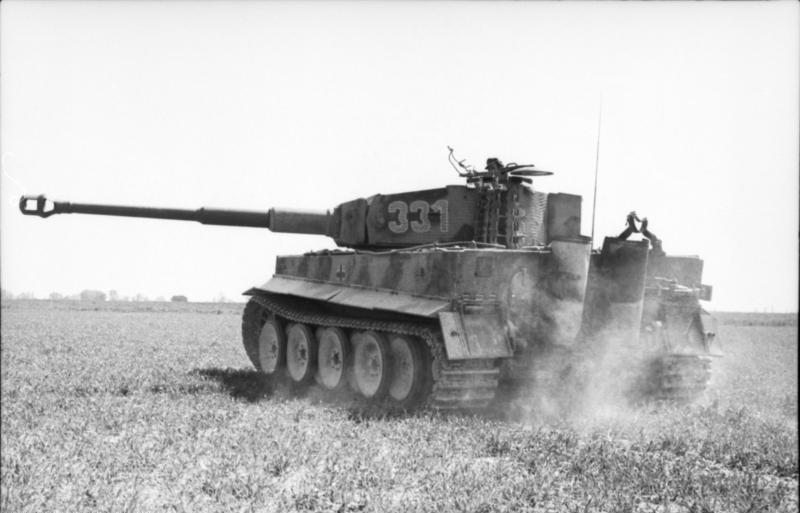
Panzer Tiger, appartenente al 101º battaglione carri pesanti SS

Il 18 gennaio 1945, la LAH, così come tutta la 6ª armata corazzata SS venne trasferita in Ungheria allo scopo di alleggerire la pressione dell'Armata Rossa che aveva già stabilito alcune teste di ponte lungo il fiume Gran, e con l'obiettivo di riconquistare la capitale Budapest, occupata dai sovietici il 13 febbraio, oltre che di mantenere il controllo sugli impianti petroliferi di Nagykanizsa, ultima risorsa della Germania per evitare di rimanere totalmente senza rifornimenti di carburante non sintetico.
L'attacco prese il via il 6 marzo e i tedeschi avanzarono nel settore tenuto dal 3° Fronte Ucraino, comandato dal generale Fëdor Ivanovič Tolbuchin, ma l'avanzata tedesca venne dapprima rallentata dal fango, dovuto al disgelo primaverile, e successivamente bloccata dalla resistenza della 27ª armata sovietica che consentì all'Armata Rossa di contrattaccare infliggendo ai tedeschi gravi perdite in termini di uomini e di mezzi. Le linee tedesche furono sfondate il 17 marzo, costringendo sia la 6ª armata SS che la 6ª armata, comandata dal generale Hermann Balck, a ripiegare verso l'Austria, contravvenendo agli ordini del Führer, il quale aveva preteso la difesa ad oltranza, ed anche l'ordine impartito alla 6ª armata SS di difendere Vienna si rivelò impossibile da attuare per la totale mancanza di mezzi disponibili: lo scontro iniziò il 2 aprile 1945 e si concluse pochi giorni dopo (il 13 aprile) con la sconfitta tedesca e la conquista sovietica della capitale dell'Ostmark.

### Ultimi giorni

Il Reichstag dopo il bombardamento alleato, 3 giugno 1945

Parte della LAH finì i suoi giorni nei duri combattimenti per la difesa di Berlino. Il 23 aprile 1945, Hitler nominò l'SS-Brigadeführer Wilhelm Mohnke comandante del settore Zitadelle, ovvero il quartiere della capitale tedesca che ospitava la Cancelleria del Reich e il Führerbunker. Il posto di comando di Mohnke era in un bunker sotto la Cancelleria del Reich, e il suo Kampfgruppe venne suddiviso in due deboli reggimenti per un totale di circa 2 000 uomini. Il nucleo principale delle sue truppe era costituito dagli 800 uomini della Leibstandarte destinati come guardia del corpo di Hitler.
Dopo il suicidio del dittatore nazista Mohnke ordinò di riunire tutta la benzina e gli esplosivi rimasti, e di dare fuoco al bunker. Il 1º maggio, a piccoli gruppi, gli ultimi occupanti del Führerbunker cercano di scampare all'accerchiamento; non andarono lontano: scoperti dai russi durante la fuga, alcuni di loro si suicidarono, gli altri furono tutti presi prigionieri; tra questi ultimi, il Brigadeführer Mohnke e lo Sturmbannführer Otto Günsche, aiutante personale di Hitler.
Il Generale Helmuth Weidling, comandante di fresca nomina, ordinò il "cessate il fuoco" il 2 maggio alle 07:00, mentre una fredda pioggerella cadeva su Berlino. Ma nei pressi della Cancelleria i combattimenti proseguirono ancora fino alle 13:00, ad opera di alcuni reparti sbandati di SS del battaglione di Mohnke che, ignari di tutto, seguitavano a combattere.
Nel frattempo, dopo la caduta di Vienna, il grosso della LAH si arrese alle forze americane nella zona di Steyr l'8 maggio 1945.

## Teatri operativi
- Polonia, settembre 1939

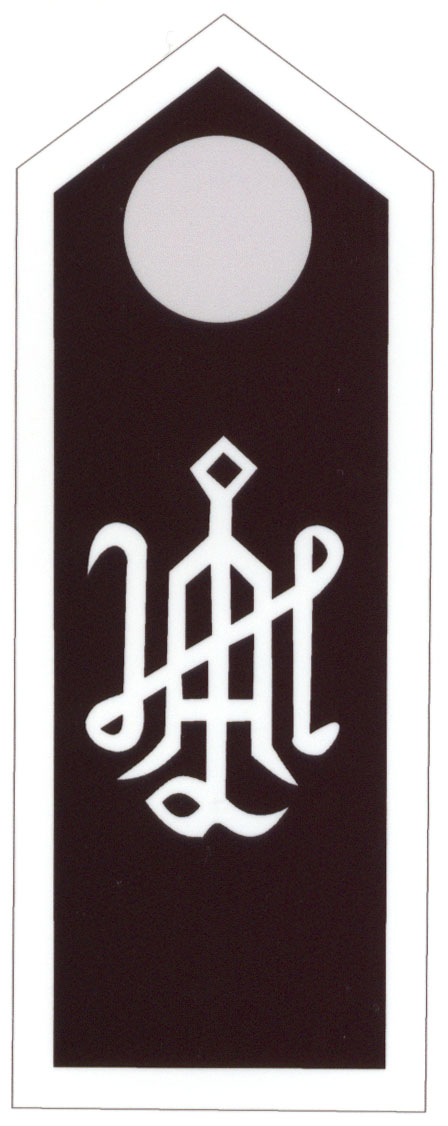
L'insegna LAH in caratteri gotici

  - Battaglia del fiume Bzura, settembre 1939
- Fronte occidentale, maggio 1940 - febbraio 1941
  - Invasione tedesca dei Paesi Bassi, maggio 1940
- Grecia, marzo-maggio 1941
  - Battaglia delle Termopili, aprile 1941
- Fronte orientale, luglio 1941 - luglio 1942
  - Battaglia del Mar d'Azov, settembre-ottobre 1941
  - Battaglia di Rostov, novembre 1941
- Normandia (riposo e addestramento), agosto 1942 - gennaio 1943
- Fronte orientale, febbraio-luglio 1943
  - Terza battaglia di Char'kov, febbraio-marzo 1943
  - Battaglia di Kursk, luglio 1943
    - Battaglia di Prochorovka, luglio 1943
- Nord Italia, agosto-novembre 1943
  - Operazione Achse, settembre 1943
  - Operazione Nubifragio, ottobre 1943
- Fronte orientale, novembre 1943 - aprile 1944
  - Offensiva di Kiev, novembre 1943
  - Controffensiva di Žitomir, novembre-dicembre 1943
  - Offensiva di Žitomir-Berdičev, dicembre 1943 - gennaio 1944
  - Battaglia di Korsun', gennaio-febbraio 1944
- Fronte occidentale, maggio 1944 - gennaio 1945
  - Battaglia di Normandia, giugno-luglio 1944
    - Operazione Epsom, giugno 1944
    - Operazione Goodwood, luglio 1944
    - Operazione Cobra, luglio 1944
    - Operazione Totalise, agosto 1944
    - Operazione Lüttich, agosto 1944
    - Sacca di Falaise, agosto 1944

  - Battaglia di Aquisgrana, ottobre 1944
  - Offensiva delle Ardenne, dicembre 1944 - gennaio 1945
- Fronte orientale, gennaio-maggio 1945
  - Operazione Frühlingserwachen, marzo 1945
  - Offensiva di Vienna, aprile 1945
  - Battaglia di Berlino, aprile-maggio 1945

## Decorati con la Croce di Cavaliere
In totale furono 58 gli uomini decorati con la Croce di Cavaliere della Croce di Ferro.

### Croce di Cavaliere con fronde di quercia, spade e diamanti
- Josef Dietrich 06.08.1944 SS-Oberst-Gruppenführer und Panzer-Generaloberst der Waffen-SS

### Croce di Cavaliere con fronde di quercia e spade

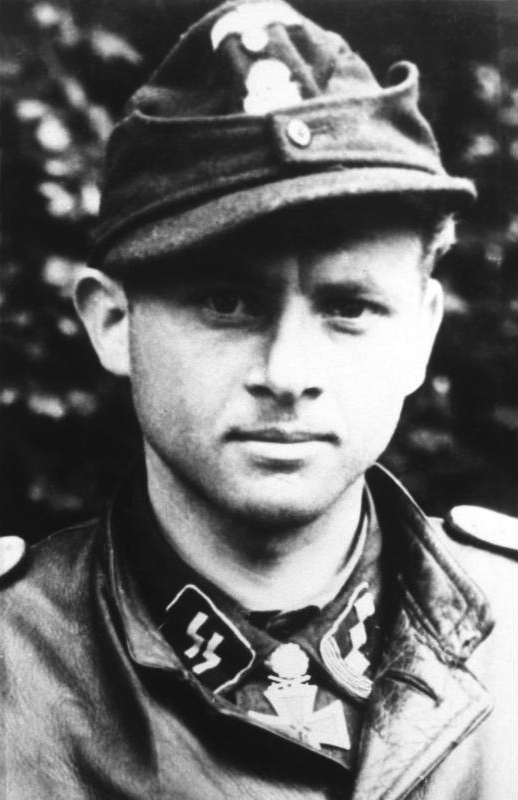
Michael Wittmann con la Croce di Cavaliere, nel giugno 1944

- Josef Dietrich 14.03.1943 SS-Obergruppenführer und Generaloberst der Waffen-SS
- Michael Wittmann 22.06.1944 SS-Obersturmführer
- Theodor Wisch 30.08.1944 SS-Brigadeführer und Generalmajor der Waffen-SS
- Joachim Peiper 11.01.1945 SS-Obersturmbannführer

### Croce di Cavaliere con fronde di quercia
- Josef Dietrich 31.12.1941 SS-Obergruppenführer und General der Waffen-SS
- Kurt Meyer 23.02.1943 SS-Obersturmführer
- Albert Frey 20.12.1943 SS-Obersturmführer
- Fritz Witt 01.03.1943 SS-Standartenführer
- Hugo Kraas 24.01.1944 SS-Obersturmführer
- Joachim Peiper 27.01.1944 SS-Sturmbannführer
- Michael Wittmann 30.01.1944 SS-Untersturmführer
- Theodor Wisch 12.02.1944 SS-Brigadeführer und Generalmajor der Waffen-SS
- Werner Pötschke 15.03.1945 SS-Sturmbannführer
- Max Hansen 17.04.1945 SS-Standartenführer

### Croce di Cavaliere
1940

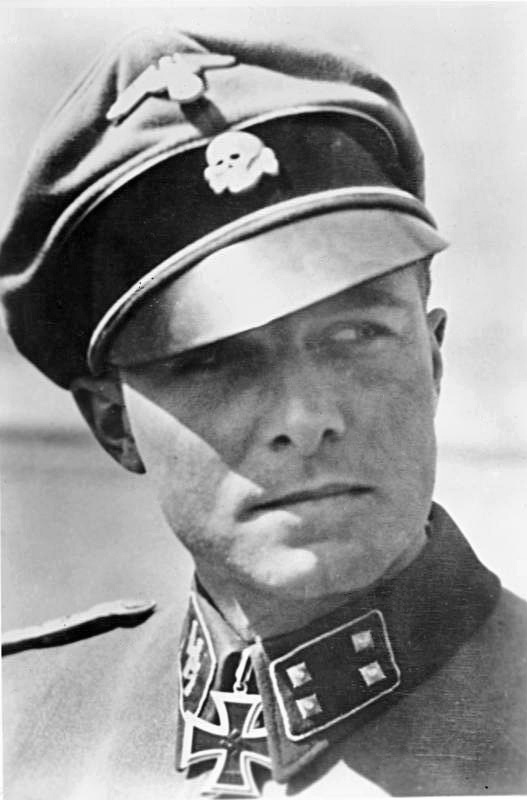
Joachim Peiper nel marzo 1943

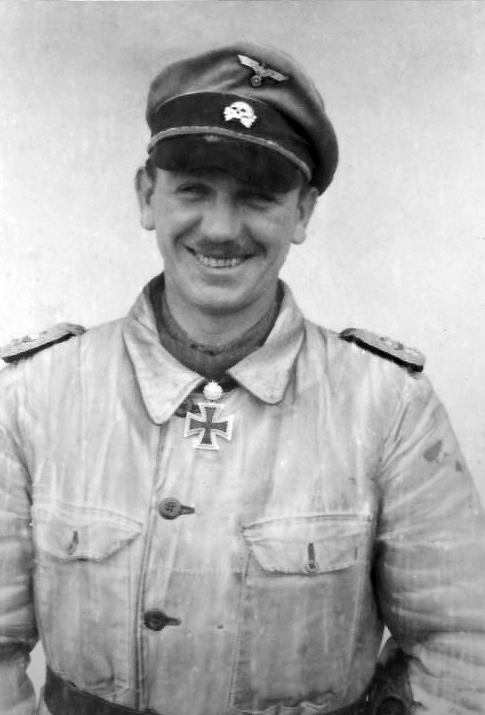
Kurt Meyer nel febbraio 1943

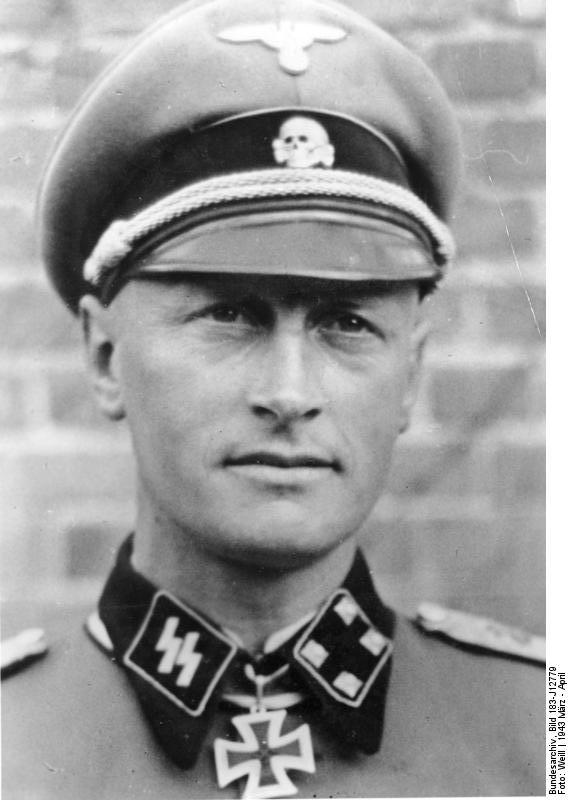
Max Hansen nel marzo 1943

- Josef Dietrich 04.07.1940 SS-Obergruppenführer und General der Waffen-SS

1941
- Gerhard Pleiß 20.04.1941 SS-Obersturmführer
- Kurt Meyer 18.05.1941 SS-Sturmbannführer
- Theodor Wisch 15.09.1941 SS-Sturmbannführer
- Gerhard Bremer 30.10.1941 SS-Obersturmführer

1942
- Heinrich Springer 12.01.1942 SS-Hauptsturmführer

1943
- Hans Reimling 28.02.1943 SS-Oberscharführer
- Max Wünsche 28.02.1943 SS-Sturmbannführer
- Herman Dahlke 03.03.1943 SS-Oberscharführer
- Albert Frey 03.03.1943 SS-Sturmbannführer
- Alfred Günther 03.03.1943 SS-Oberscharführer
- Joachim Peiper 09.03.1943 SS-Sturmbannführer
- Wilhelm Beck 28.03.1943 SS-Obersturmführer
- Hans Becker 28.03.1943 SS-Hauptsturmführer
- Max Hansen 28.03.1943 SS-Sturmbannführer
- Hugo Kraas 28.03.1943 SS-Sturmbannführer
- Hermann Weiser 28.03.1943 SS-Obersturmführer
- Rudolf Sandig 05.05.1943 SS-Sturmbannführer
- Franz Staudegger 10.07.1943 SS-Unterscharführer
- Rudolf von Ribbentrop 15.07.1943 SS-Obersturmführer
- Martin Groß 22.07.1943 SS-Sturmbannführer
- Kurt Sametreiter 31.07.1943 SS-Oberscharführer
- Georg Karck 03.08.1943 SS-Obersturmführer
- Werner Wolff 07.08.1943 SS-Untersturmführer
- Karl Rettlinger 20.12.1943 SS-Hauptsturmführer
- Alfred Schneidereit 20.12.1943 SS-Rottenführer
- Georg Schönberger 20.12.1943 SS-Obersturmbannführer
- Emil Wiesemann 20.12.1943 SS-Hauptsturmführer

1944
- Michael Wittmann 14.01.1944 SS-Untersturmführer
- Balthasar Woll 16.01.1944 SS-Rottenführer
- Gerhard Grebarsche 24.01.1944 SS-Hauptscharführer
- Fritz Henke 12.02.1944 SS-Oberscharführer
- Helmut Wendorff 12.02.1944 SS-Untersturmführer
- Herbert Kuhlmann 13.02.1944 SS-Sturmbannführer
- Heinrich Heimann 23.02.1944 SS-Hauptsturmführer
- Heinrich Kling 23.02.1944 SS-Hauptsturmführer
- Rudolf Lehmann 23.02.1944 SS-Obersturmbannführer
- Erich Grätz 14.05.1944 SS-Hauptsturmführer
- Heinz Nowotnik 14.05.1944 SS-Untersturmführer
- Hans Dauser 04.06.1944 SS-Oberscharführer
- Paul Guhl 04.06.1944 SS-Hauptsturmführer
- Gustav Knittel 04.06.1944 SS-Sturmbannführer
- Werner Pötschke 04.06.1944 SS-Hauptsturmführer
- Frank Hasse 06.08.1944 SS-Obersturmführer
- Hans Malkomes 30.10.1944 SS-Obersturmführer
- Josef Armberger 31.10.1944 SS-Obersturmführer
- Erich Göstl 31.10.1944 SS-Schütze

1945
- Josef Diefenthal 05.02.1945 SS-Hauptsturmführer
- Georg Preuß 05.02.1945 SS-Obersturmführer
- Konrad Heubeck 17.04.1945 SS-Untersturmführer
- Bernhard Siebken 17.04.1945 SS-Obersturmbannführer
- Friedrich Blond 28.04.1945 SS-Obersturmführer
- Walter Pitsch 06.05.1945 SS-Hauptscharführer

## Organizzazione

### Comandanti

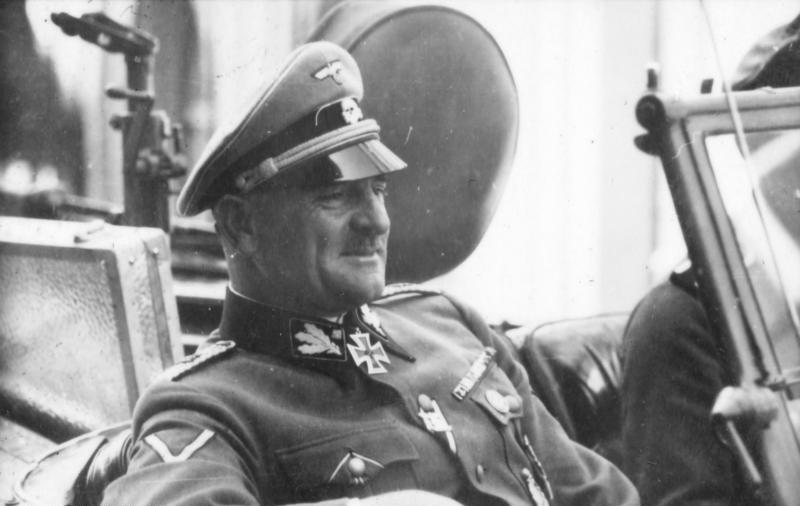
Josef "Sepp" Dietrich

| Grado                  | Nome                  | Inizio          | Fine            |
| SS-Oberstgruppenführer | Josef "Sepp" Dietrich | 17 marzo 1933   | 4 luglio 1943   |
| SS-Brigadeführer       | Theodor Wisch         | 4 luglio 1943   | 20 agosto 1944  |
| SS-Brigadeführer       | Wilhelm Mohnke        | 20 agosto 1944  | 6 febbraio 1945 |
| SS-Brigadeführer       | Otto Kumm             | 6 febbraio 1945 | 8 maggio 1945   |

### Capi di stato maggiore della divisione
| Grado                  | Nome              | Inizio           | Fine             |
| SS-Standartenführer    | Wilhelm Keilhaus  | 13 agosto 1940   | 6 aprile 1941    |
| SS-Hauptsturmführer    | Rudolf Lehmann    | 6 aprile 1941    | 15 luglio 1942   |
| SS-Standartenführer    | Wilhelm Keilhaus  | 15 luglio 1942   | 17 luglio 1942   |
| SS-Hauptsturmführer    | Rudolf Lehmann    | 17 luglio 1942   | aprile 1944      |
| SS-Obersturmbannführer | Erich Grensing    | aprile 1944      | 2 settembre 1944 |
| SS-Obersturmbannführer | Dietrich Ziemssen | 2 settembre 1944 | dicembre 1944    |
| SS-Sturmbannführer     | Ralf Tiemann      | dicembre 1944    | 15 gennaio 1945  |
| SS-Obersturmbannführer | Dietrich Ziemssen | marzo 1945       | 8 maggio 1945    |

## L'insegna divisionale
L'insegna divisionale è caratterizzata da uno scudo appuntato, che presenta un intaglio al cantone sinistro del capo, di nero alla bordura d'argento a un grimaldello d'argento posto in sbarra.
L'insegna venne realizzata da August-Wilhelm Trabandt nel 1940 dopo la campagna di Francia. Il motivo del simbolo, un grimaldello che apre tutte le porte, trova la sua origine nel ruolo "chiave" del reparto nella disarticolazione di importanti difese francesi. Un altro motivo, non attestato, è quello della dedica all'allora comandante della Divisione, l'SS-Oberstgruppenführer Josef "Sepp" Dietrich, il cui cognome significa infatti, in tedesco, "grimaldello".

## Denominazioni
- Stabswache (sotto controllo SA) – 1923
- Stoßtrupp Adolf Hitler (sotto controllo SA) – 1923
- Stabswache – marzo 1933
- SS-Stabswache Berlin – 1933
- SS-Sonderkommando Zossen – 1933
- SS-Sonderkommando Jüterbog – 1933
- SS-Sonderkommando Berlin – settembre 1933
- Leibstandarte Adolf Hitler – novembre 1933
- Leibstandarte SS Adolf Hitler – aprile 1934
- Infanterie-Regiment (mot.) Leibstandarte SS Adolf Hitler – 1939
- SS-Division (mot.) Leibstandarte SS Adolf Hitler – 1941
- SS-Panzergrenadier-Division Leibstandarte SS Adolf Hitler – 1943
- 1. SS-Panzer-Division Leibstandarte SS Adolf Hitler – 1943.[55]

## Galleria d'immagini

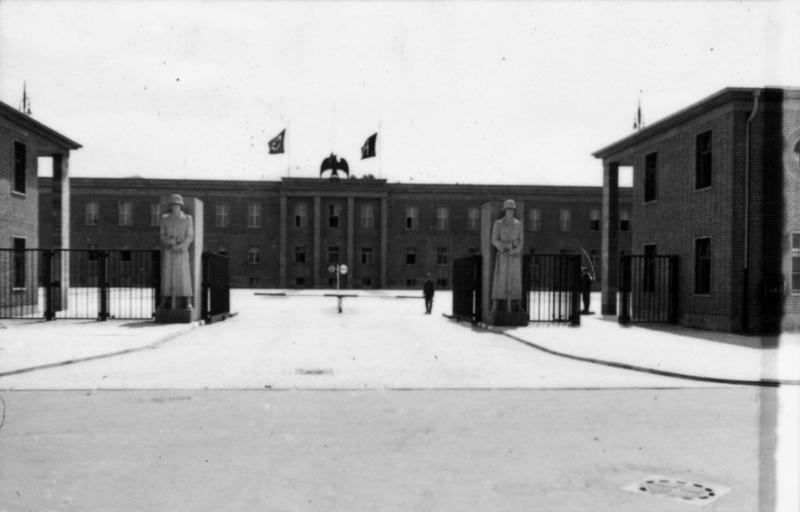
ingresso della caserma della Leibstandarte-SS Adolf Hitler a Berlino
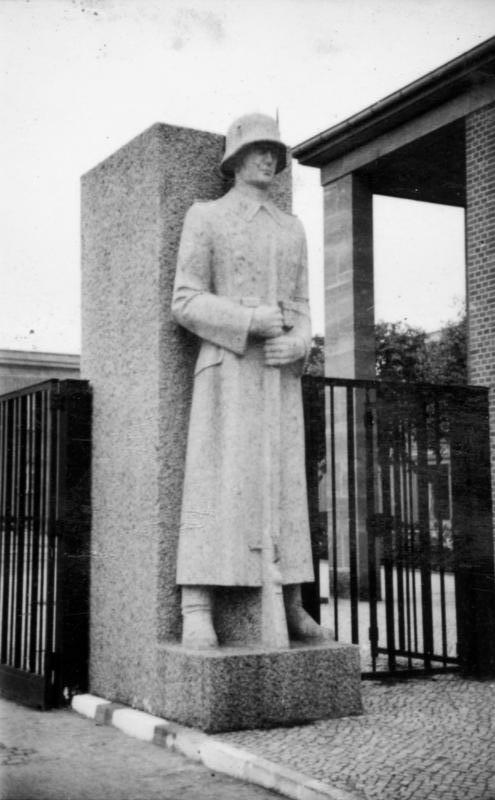
particolare della caserma
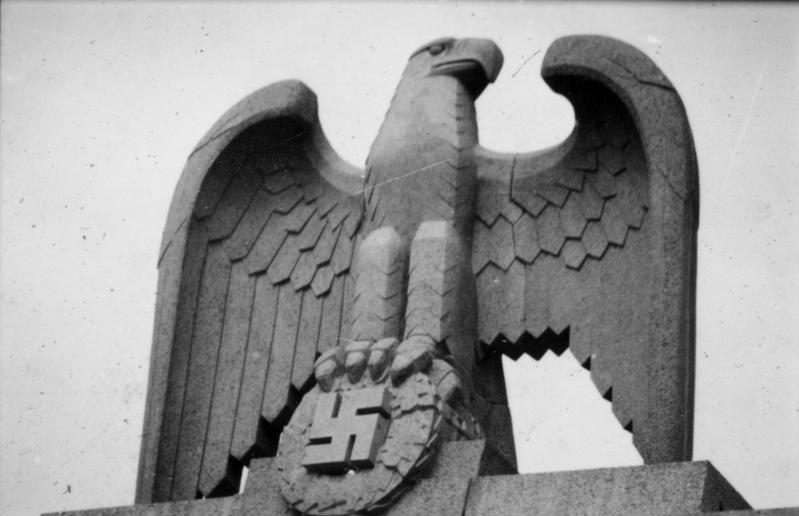
altro particolare della caserma
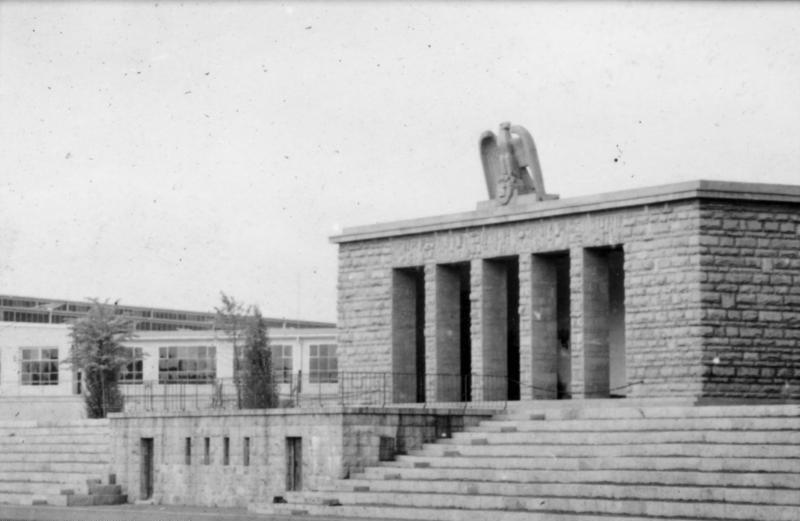
altro particolare della caserma
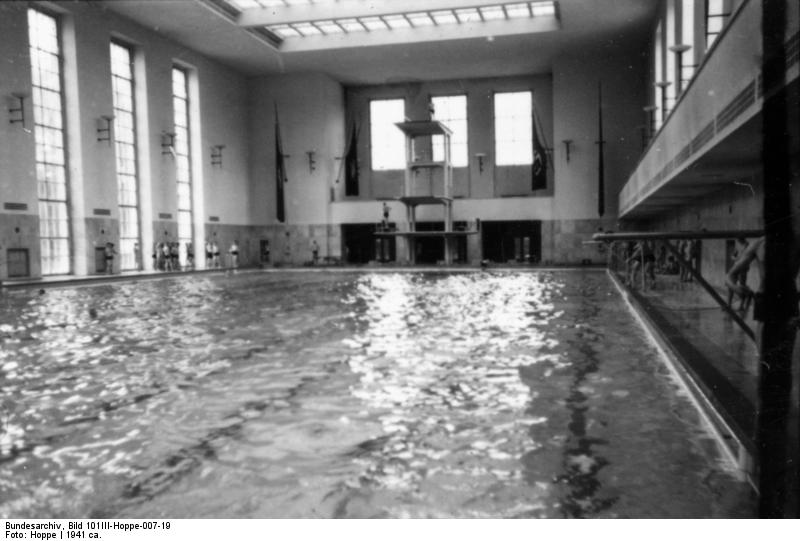
piscina coperta della caserma
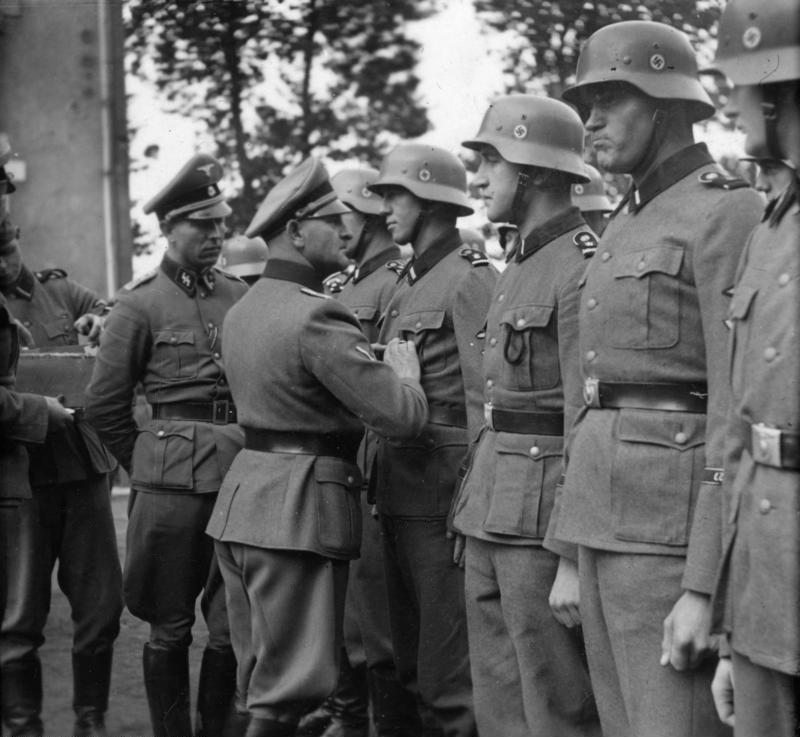
Josef "Sepp" Dietrich conferisce alcune onorificenze ai componenti della Waffen-SS Division Leibstandarte SS Adolf Hitler (LSSAH) - 1940